# Филипп Опунтский
Филипп Опунтский, известный также как Филипп Мендейский (середина IV до н. э.) — древнегреческий философ, астроном и математик, ученик Платона, член платоновской Академии.
Редактор Законов и вероятный автор ранее также приписывавшейся Платону Эпиномиды (Послезакония). Если это действительно так, Эпиномида  — единственное сохранившееся произведение Филиппа. В нем исследуется сущность истинного знания, которая заключается не в науке о числах, даре величайшего из богов, Урана. Этой наукой позволяет овладеть диалектика. Высшим же ее отделом является астрономия, которая знакомит человека с самым прекрасным и божественным, позволяя достичь благодетели.
Филипп и сам известен, как астроном-практик, сам проводивший наблюдения и занимавшийся составлением календаря. В сферу его интересов входила метеорология, согласно Стефану Византийскому, у Филиппа было сочинение о ветрах.
Ряд других его несохранившихся сочинений перечислен у Суды. Это книги О богах, О времени, О мифах, О свободе, О гневе, О многоугольных числах, Об арифметике и др.
Как и другие ученики Платона (Спевсипп, Ксенократ, Гермодор), Филипп написал работу «О Платоне». О его интересе к этической проблематике говорят названия не сохранившихся сочинений («О наслаждении», «О любви», «О друзьях и дружбе», «О гневе», «О свободе», «О воздаяниях»).